# Río Göksu
El río Göksu (Geuk Su, Goksu Nehri, Saleph o Calycadnus) es un río de Cilicia, Turquía. Nace en los montes Tauro, recorre con su curso cerca de 260 km de largo y desemboca en el mar Mediterráneo. El delta del Göksu es una de las áreas más importantes de anidamiento de aves: más de 300 especies han sido observadas, incluyendo flamencos, garzas, abejarucos, martines pescadores, gaviotas y ruiseñores. 
El 13 de julio de 1994, 15.000 hectáreas del delta del río en la provincia de Mersin fueron declaradas el primer Sitio Ramsar en Turquía (n.º 657).

## Historia
En 1190, durante la tercera Cruzada, el emperador Federico Barbarroja pereció en las aguas del río Göksu.
- Datos: Q732201
- Multimedia: Göksu River / Q732201